# Bernardo de Almeida Lemos
Bernardo de Almeida Lemos ou Bernardo Lemos de Almeida CvNSC (Covilhã, Santa Maria, 21 de Agosto de 1789 - d. 18 de Fevereiro de 1846 / d. 17 de Fevereiro de 1851) foi um empresário, negociante, proprietário e industrial, militante liberal e político português.

## Família
Filho de João de Almeida Lemos (Covilhã, Teixoso, 8 de Setembro de 1755 - Covilhã, Santa Maria, 7 de Junho de 1827), Sargento-Mor da Covilhã e Procurador do Concelho da Covilhã, e de sua mulher (Covilhã, Santa Maria, 11 de Maio de 1786) Ana Clara Cardona (Covilhã, São Paulo (hoje parte de São Pedro), 7 de Novembro de 1760 - Covilhã, Santa Maria, 21 de Outubro de 1833).

## Biografia
Negociante, Proprietário e Industrial.
Monteiro-Mor de Manteigas por Carta de D. João VI de Portugal de data desconhecida de 1818, Capitão do Regimento de Milícias da Covilhã, Milícias da Divisão do Sul, e Presidente da Câmara Municipal da Covilhã.

### Guerra Civil Portuguesa
Partidário do Liberalismo e de D. Pedro IV de Portugal, foi incluído na lista dos ausentes citados por Carta de Edito de 7 de Dezembro de 1829 da Alçada criada pelo Governo de D. Miguel I de Portugal, sendo Negociante e morador na Covilhã, não constando quando foi mandado dizer de facto e Direito, tendo sido, com outros militantes liberais, a 18 de Agosto de 1830, condenado em dois anos de reclusão na Praça de Cascais, e em 50$000 réis para despesas da referida Alçada, como pena pecuniária, tendo a 5 de Novembro do mesmo ano, em atenção aos novos documentos que juntou aos embargos, sido reduzida a reclusão em um ano na Praça de Monsanto.

### Condecoração
Foi feito Cavaleiro da Real Ordem Militar de Nossa Senhora da Conceição de Vila Viçosa a 18 de Fevereiro de 1846 e por Carta de D. Maria II de Portugal de 17 de Fevereiro de 1851.

## Descendência
Teve uma filha natural de Maria Bernarda de Jesus de Almeida Castelo-Branco (Penamacor, Santa Maria (hoje parte de Penamacor), c. 1811 - ?), filha de Hermenegildo António de Almeida e de sua mulher Angélica Leonor de Lima Leal Pais Castelo-Branco e irmã da 1.ª Viscondessa de Dominguizo:
- Cristina Cândida de Jesus de Almeida Lemos (baptizada Manteigas, Santa Maria, 27 de Dezembro de 1842 como filha de pais incógnitos - 1926), Senhora da Casa da Praça em Manteigas, casada em 1856 com João Bernardo da Cunha (Manteigas, Santa Maria, Casa de São Gabriel, 14 de Setembro de 1837 - congestão, Matosinhos, Leça da Palmeira, 8 de Setembro de 1864), com geração